# Alleman
|  | No s'ha de confondre amb Allemant. |

Alleman és una població dels Estats Units a l'estat d'Iowa. Segons el cens del 2000 tenia 439 habitants.

## Demografia
Segons el cens del 2000, Alleman tenia 439 habitants, 140 habitatges, i 132 famílies. La densitat de població era de 68,3 habitants per km².
Dels 140 habitatges en un 47,9% hi vivien nens de menys de 18 anys, en un 86,4% hi vivien parelles casades, en un 5,7% dones solteres, i en un 5,7% no eren unitats familiars. En el 4,3% dels habitatges hi vivien persones soles el 2,1% de les quals corresponia a persones de 65 anys o més que vivien soles. El nombre mitjà de persones vivint en cada habitatge era de 3,14 i el nombre mitjà de persones que vivien en cada família era de 3,23.
Per edats la població es repartia de la següent manera: un 31,7% tenia menys de 18 anys, un 4,8% entre 18 i 24, un 31,4% entre 25 i 44, un 25,1% de 45 a 60 i un 7,1% 65 anys o més.
L'edat mediana era de 37 anys. Per cada 100 dones de 18 o més anys hi havia 94,8 homes.
La renda mediana per habitatge era de 66.458 $ i la renda mediana per família de 66.154 $. Els homes tenien una renda mediana de 45.000 $ mentre que les dones 31.719 $. La renda per capita de la població era de 20.970 $. Entorn de l'1,5% de les famílies i l'1,6% de la població estaven per davall del llindar de pobresa.

## Poblacions properes
El següent diagrama mostra les poblacions més properes.